# نورث أمريكان إف-86 سابر
الإف-86 سابر هي طائرة مقاتلة نفاثة تحت صوتية أمريكية من صنع شركة نورث أميريكان أفياشن. أشتهرت الإف-86 بسبب الدور الذي لعبته في حرب كورية حيث واجهت الميج-15 السوفييتية. على الرغم من انها طورت في أواخر الأربعينيات الا انها ظلت في خدمة عدد من الدول لفترات طويلة واخرها بوليفيا حيث اخرجتها من الخدمة عام 1994
أدت نجاحات هذه الطائرة إلى طول فترة إنتاجها ليتم إنتاج أكثر من 7,800 طائرة بين عامي 1949 و1956 في الولايات المتحدة، اليابان وإيطاليا. تعد الإف-86 أكثر مقاتلة نفاثة غربية أنتجت على الإطلاق، حيث تعدت عدد الوحدات المنتجة 9,860 وحدة من جميع الطرازات.

## التطوير
طلبت القوات الجوية الأمريكية مقاتلة نهارية تطير على ارتفاعات عالية وتستطيع القيام بمهام القصف ومرافقة القاذفات في أواخر 1944، وكان من المفترض أن يتم اشتقاق الطائرة الجديدة من إف.جيه-1 فيري المطورة للبحرية الأمريكية.
كانت النورث أميريكان بي-86 سابر أول طائرة أمريكية تستفيد من الأبحاث الألمانية التي حصل عليها الأمريكيون في أواخر الحرب العالمية الثانية. حققت الإف-86 الأداء المطلوب باعتماد أجنحة حادة بزاوية 35°، وباستخدام أجنحة الطائرة الألمانية «مسرشميت 262» وأيضا الشكل العام لها. لم يتم تصنيع الطائرة إلا بعد نهاية الحرب العالمية الثانية. طار النموذج الأولي للطائرة في 1 أكتوبر 1947 من كاليفورنيا.
دخلت الطائرة الخدمة في عامي 1949-1950 واستخدمت الإف-86 في اسراب القاذقات (السرب 22) والقتال (السرب 1) وكمقاتلة-اعتراضية (السرب 1).
صممت هذه الطائرة للمقاتلات الاعتراضية والمقاتلات المفجرة.
وأدخلت متغيرات عدة كثيرة من إنتاج الحياة، مع إدخال تحسينات وتسليحات مطبقة ومختلفة.
طائرة إكس بي-86 المزودة بالمحرك النفاث جنرال إلكتريك جي 3 5-سي-3 الذي يزن 4.000 باوند(18 كيلو),هذا المحرك تم صنعه من جنرال موتورز شيفورليه حتى سلمت إلى شركة إليسون للمحركات.

## المواصفات
المواصفات العامة
- الطاقم: 1
- الطول: 11.4 متر.
- المسافة بين الجناحين: 11.3 متر.
- الارتفاع : 4.5 متر.
- مساحة الأجنحة: 29.11 متر².
- الوزن فارغة: 5046 كجم.
- الوزن محملة: 6894 كجم.
- أقصى وزن محمله: 8234 كجم.
- المحرك: محرك واحد من النوع جنرال إليكتيريك جيه-47 يعطي قوة دفع 26.3 كيلو نيوتن.

الأداء
- السرعة القصوى: 1100 كيلومتر/ساعة.
- المدى: 2454 كيلومتر.
- أقصى ارتفاع: 15,100 متر.
- معدل الصعود: 41 متر/ثانية.
- النسبة دفع-وزن: 0.38